# Shagrath

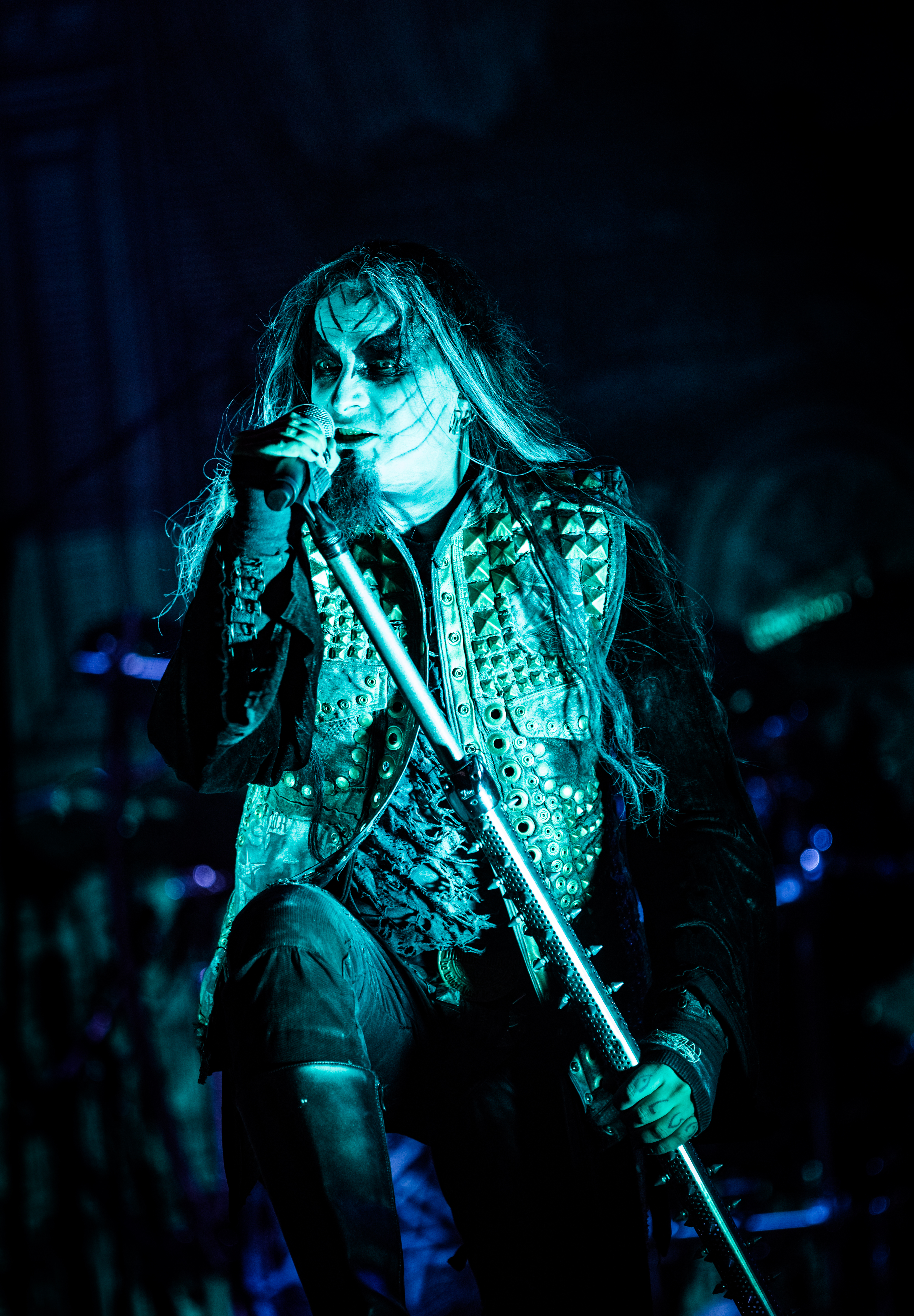
Shagrath in 2018

Shagrath, pseudoniem van Stian Thoresen (Oslo, 18 november 1976), is de hoofdzanger van de Noorse melodische blackmetalband Dimmu Borgir. Hij heeft gitaar, bas en keyboard gespeeld op bepaalde albums en gedrumd op Dimmu Borgirs debuutalbum, For All Tid.
Hij is een van de oprichters van Dimmu Borgir, samen met Silenoz en Tjodalv. Shagraths overstap van de gitaar naar zang is deels bepalend geweest voor wat er veranderd is in het geluid van de band. Zijn stem voegde een ander element toe in de sfeer van hun muziek.
Shagrath speelde gitaar in Fimbulwinter totdat zij uit elkaar gingen in 1992. Fimbulwinter bracht 1 album uit, Servants of Sorcery bij Hot Records in hetzelfde jaar. Verder speelde hij keyboard in een andere Noorse blackmetalband, Ragnarok. Daarnaast had hij een soloproject, Starkness. Shagrath is gitarist geworden bij de hardrockformatie Chrome Division. Hij is nog wel steeds actief in Dimmu Borgir. In 2009 startte hij samen met ex-Gorgorothbassist King Ov Hell de band Ov Hell. Hij verzorgt er eveneens de vocalen.
Shagrath koos zijn naam naar de naam van een ork uit het boek lord of the rings van Tolkien. Hij koos deze naam lang voor de boeken werden verfilmd.

## Trivia
Shagrath heeft meegeholpen op de volgende albums:
- Astarte - Sirens (2004, lied "The Ring of Sorrow")
- Kamelot - The Black Halo (2005, liederen "March of Mephisto" en "Memento Mori")
- Destruction - Inventor of Evil (2005, lied "The Alliance of Hellhoundz")

- Bibsys: 2094241
- Gemeinsame Normdatei: 135002389
- International Standard Name Identifier: 0000 0000 5746 8537
- Library of Congress Control Number: n2012020204
- MusicBrainz: f9aed495-59c5-4342-92e2-9c7be82454dd
- Nationale Bibliotheek van Tsjechië: jo2013740901
- Virtual International Authority File: 79905974
- WorldCat: E39PBJrGyh4rk67tPftmMkRdwC